# Opéra-comique
Opéra-comique é um gênero operístico francês derivado do vaudeville dos teatros das feiras anuais realizadas em Saint-Germain e Saint-Laurent e da comédie-ballet, com numerosos empréstimos ao repertório de árias sérias e de outras mais leves (as chamadas airs à boire ou árias para serem cantadas enquanto os ouvintes bebem). Também  tem influência, embora em menor grau, da Comédie-Italienne (ou Théâtre-Italien) de Paris.
O termo opéra-comique aparece em 1714, quando uma trupe de atores da feira de Saint-Germain obtém, no dia 26 de dezembro daquele ano, um privilégio de Louis XIV para seu espetáculo e passa a se apresentar no théâtre de l'Opéra-Comique. Assim, em 1715 é encenada a primeira  opéra comique com essa designação - a ópera Télémaque, de Alain-René Lesage, uma paródia do romance de Fénelon. Desde então, Opéra Comique passou a desigar uma instituição e um local de representação - o Théâtre national de l'Opéra-Comique.
A denominação opéra-comique não significa, porém, que a obra seja sempre cômica e que o desfecho seja sempre feliz. O que caracteriza este gênero são as cenas  cantadas que se alternam com diálogos falados (com apartes do público). Além disso, a opéra-comique aborda temas do quotidiano e muitas vezes faz referência a questões atuais.